# 東八代郡

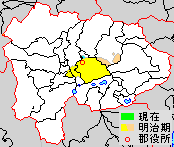
山梨県東八代郡の範囲（水色：後に他郡から編入した区域 薄黄：後に他郡に編入された区域）

東八代郡（ひがしやつしろぐん）は、山梨県にあった郡。

## 郡域
1878年（明治11年）に発足した当時の郡域は、以下の区域にあたる。
- 笛吹市の大部分（春日居町小松・春日居町国府・春日居町鎮目・春日居町山崎・春日居町松本以北を除く）
- 甲府市の一部（古関町・梯町を除く笛吹川以南）
- 甲州市の一部（勝沼町上岩崎・勝沼町下岩崎・勝沼町藤井・大和町日影・大和町田野・大和町木賊）
- 中央市の一部（笛吹川以南）

## 歴史

### 郡発足までの沿革
- 「旧高旧領取調帳」に記載されている、八代郡のうち後の当郡域の、明治初年時点での支配は以下の通り。●は村内に寺社領が、○は寺社除地[2]が存在。（103村）

| 知行   | 知行                   | 村数 | 村名 |
| ------ | ---------------------- | ---- | --- |
| 幕府領 | 石和代官所             | 50村 | ●市部村、●一ノ宮村、●橋立村、八田村、●○二之宮村、○藤之木村、●○岡村、上芦川村、●金川原村、●○上黒駒村、●神沢村、○四日市場村、●田中村、●中芦川村、坪井村、夏目原村、●奈良原村、●中川村、●成田村、●栗合村、藤井村、●窪中島村、●国衙村、小城村、北都塚村、●塩田村、下黒駒村、●日影村、●末木村、●東原村、●本都塚村、●川中島村、●小石和村、今井村、●河内村、東高橋村、砂原村、井戸村、東油川村、大間田村、●広瀬村、●唐柏村、●白井河原村、大坪村、●石橋村、増利村、●米倉村、●永井村、坊ヶ峯新田、西湖村 |
| 幕府領 | 市川代官所             | 12村 | ●心経寺村、●上曽根村、中畑村、●藤垈村、●下曽根村、●高部村、●上向山村、下向山村、●浅利村、●関原村、●木原村、●右左口村 |
| 幕府領 | 田安徳川家             | 38村 | ●市之蔵村、●井上村、●石村、大窪村、●大野寺村、尾山村、●小山村、鶯宿村、●上岩崎村、●上矢作村、●金田村、上大鳥居村、●上平井村、●竹居村、●竹原田村、●高家村、蕎麦塚村、●土塚村、●中尾村、●八千蔵村、●前間田村、●小黒坂村、新巻村、●北八代村、●国分村、●寺尾村、狐新居村、北野呂村、●三椚村、●南野呂村、下矢作村、●下岩崎村、●地蔵堂村、●下平井村、●下野原村、門前村、●千米寺村、●東新居村 |
| 幕府領 | 石和代官所・田安徳川家 | 1村  | 南八代村 |
| その他 | 寺社領                 | 2村  | 田野村、木賊村 |

- 慶応4年
  - 5月24日（1868年7月13日） - 田安徳川家が立藩して田安藩となる。
  - 9月4日（1868年10月19日） - 石和代官所・市川代官所の管轄地がそれぞれ石和県・市川県の管轄となる。
  - 10月28日（1868年12月11日） - 田安藩領を除く全域が甲斐府の管轄となる。
- 明治2年
  - 7月20日（1869年8月27日） - 甲斐府が甲府県に改称。
  - 12月26日（1870年1月27日） - 田安藩が廃藩。
- 明治3年11月20日（1871年1月10日） - 甲府県が山梨県に改称。
- 明治5年（1872年） - 門前村が改称して金沢村となる。
- 明治7年（1874年）から明治9年（1876年）にかけて下記の町村の統合が行われる。カッコ内は統合時期。（42村）
  - 玉田村 ← 広瀬村、四日市場村（明治8年1月）
  - 鵜飼村 ← 窪中島村、市部村、八田村、川中島村（明治8年10月）
  - 英村 ← 上平井村、下平井村、中川村、成田村、国衙村（明治8年1月）
  - 錦村 ← 金川原村、井上村、夏目原村、二之宮村（明治8年10月13日）、八千蔵村（明治9年8月31日）
  - 相興村 ← 上矢作村、中尾村、北野呂村、南野呂村（明治8年1月29日）
  - 祝村 ← 藤井村、下岩崎村、上岩崎村（明治8年2月15日）
  - 金生村 ← 尾山村、下野原村、栗合村、蕎麦塚村（明治8年10月13日）
  - 滝川村 ← 下向山村、上向山村、中畑村、心経寺村（明治8年1月）
  - 豊富村 ← 高部村、浅利村、上大鳥居村、木原村、関原村、右左口村（明治7年12月7日）
  - 富士見村 ← 唐柏村、東高橋村、今井村、河内村、東油川村、井戸村、砂原村、小石和村（明治8年1月）
  - 増田村 ← 大間田村、増利村（明治7年12月）
  - 一桜村 ← 一ノ宮村、末木村、本都塚村、北都塚村、小城村、下矢作村（明治7年12月7日）
  - 国立村 ← 国分村、橋立村、東原村、竹原田村、金田村（明治7年12月9日）
  - 清野村 ← 坪井村、田中村（明治8年2月3日）
  - 圭林村 ← 大坪村、石橋村、三椚村、坊ヶ峯新田（明治7年12月）
  - 五成村 ← 前間田村、小山村、小黒坂村、大黒坂村[3]、大窪村（明治7年7月）
  - 御代咲村 ← 塩田村、新巻村、市之蔵村、金沢村、神沢村、土塚村、狐新居村、東新居村（明治8年1月29日）
  - 石廩村 ← 地蔵堂村、石村、千米寺村（明治8年1月29日）

### 郡発足後の沿革
- 明治11年（1878年）12月19日 - 郡区町村編制法の山梨県での施行により、八代郡のうち42村の区域をもって東八代郡が発足。郡役所を鵜飼村に設置。

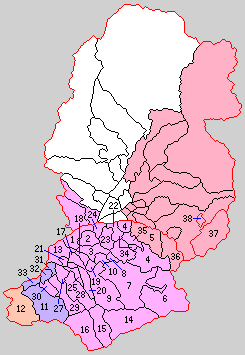
1.石和村 2.英村 3.錦村 4.相興村 5.祝村 6.藤野木村 7.上黒駒村 8.下黒駒村 9.竹野原村 10.金生村 11.右左口村 12.豊富村 13.富士見村 14.上芦川村 15.中芦川村 16.鶯宿村 17.南八代村 18.北八代村 19.高家村 20.岡村 21.増田村 22.一桜村 23.国立村 24.清野村 25.米倉村 26.永井村 27.圭林村 28.五成村 29.藤垈村 30.寺尾村 31.白井河原村 32.上曽根村 33.下曽根村 34.御代咲村 35.石廩村 36.日影村 37.田野村 38.木賊村（紫：甲府市 桃：笛吹市 赤：甲州市 橙：中央市）

- 明治22年（1889年）7月1日 - 町村制の施行により、以下の町村が発足。［ ］は改めて再編された町村。（38村）
  - 石和村［玉田村・鵜飼村］、英村、錦村、相興村（現・笛吹市）
  - 祝村（現・甲州市）
  - 藤野木村［藤之木村］、上黒駒村、下黒駒村、竹野原村［奈良原村・竹居村・大野寺村］、金生村（現・笛吹市）
  - 右左口村［滝川村および豊富村のうち右左口］（現・甲府市）
  - 豊富村［右左口を除く］（現・中央市）
  - 富士見村、上芦川村、中芦川村、鶯宿村、南八代村、北八代村、高家村、岡村、増田村、一桜村、国立村、清野村、米倉村、永井村、圭林村、五成村、藤垈村、寺尾村（現・笛吹市）
  - 白井河原村、上曽根村、下曽根村（現・甲府市）
  - 御代咲村、石廩村（現・笛吹市）
  - 日影村、田野村、木賊村（現・甲州市）
  - 西湖村が南都留郡西湖村の一部となる。
- 明治24年（1891年）8月1日 - 郡制を施行。
- 明治25年（1892年）4月1日 - 上黒駒村・下黒駒村・藤野木村が合併して黒駒村が発足。（36村）
- 明治36年（1903年）
  - 4月1日 - 五成村・圭林村・藤垈村・寺尾村が合併して境川村が発足。（33村）
  - 8月10日 - 石和村が町制施行して石和町となる。（1町32村）
  - 9月25日 - 国立村・一桜村・清野村が合併して一宮村が発足。（1町30村）
- 大正12年（1923年）3月31日 - 郡会が廃止。郡役所は存続。
- 大正15年（1926年）6月30日 - 郡役所が廃止。以降は地域区分名称となる。
- 昭和6年（1931年）9月1日 - 竹野原村が改称して花鳥村となる。
- 昭和16年（1941年）
  - 1月1日 - 上曽根村・下曽根村・白井河原村が合併して柏村が発足。（1町28村）
  - 2月11日 - 日影村・田野村・木賊村が東山梨郡初鹿野村・鶴瀬村と合併して東山梨郡大和村が発足し、郡より離脱。（1町25村）
  - 4月1日 - 南八代村・北八代村・高家村・岡村・増田村が合併して八代村が発足。（1町21村）
  - 8月1日 - 上芦川村・中芦川村・鶯宿村が合併して芦川村が発足。（1町19村）
- 昭和17年（1942年）
  - 4月1日 - 永井村・米倉村が合併して御所村が発足。（1町18村）
  - 6月1日 - 錦村・金生村が合併して錦生村が発足。（1町17村）
  - 7月1日 - 御代咲村・石廩村が合併して浅間村が発足。（1町16村）
- 昭和29年（1954年）
  - 4月5日 - 祝村が東山梨郡勝沼町・菱山村・東雲村と合併し、改めて東山梨郡勝沼町が発足、郡より離脱。（1町15村）
  - 12月10日 - 一宮村・相興村・浅間村が合併して一宮町が発足。（2町12村）
- 昭和30年（1955年）
  - 3月31日 - 柏村・右左口村が合併して中道町が発足。（3町10村）
  - 4月29日 - 錦生村・黒駒村が合併して御坂町が発足。（4町8村）
- 昭和31年（1956年）
  - 5月3日 - 八代村・御所村が合併して八代町が発足。（5町6村）
  - 9月30日 - 石和町・英村が東山梨郡岡部村と合併し、改めて石和町が発足。（5町5村）
- 昭和32年（1957年）
  - 3月20日 - 石和町の一部（国衙・成田）が御坂町に編入。
  - 9月1日 - 石和町の一部（徳条・鎮目・国府）が東山梨郡春日居村に編入。
- 昭和33年（1958年）8月1日 - 花鳥村の一部（大野寺および竹居の一部）が御坂町、残部（奈良原および竹居の一部）が八代町に分割編入。（5町4村）
- 昭和34年（1959年）4月1日 - 富士見村が石和町に編入。（5町3村）
- 平成16年（2004年）10月12日 - 石和町・一宮町・御坂町・八代町・境川村が東山梨郡春日居町と合併して笛吹市が発足し、郡より離脱。（1町2村）
- 平成18年（2006年）
  - 2月20日 - 豊富村が中巨摩郡田富町・玉穂町と合併して中央市が発足し、郡より離脱。（1町1村）
  - 3月1日 - 中道町が甲府市に編入。（1村）
  - 8月1日 - 芦川村が笛吹市に編入。同日東八代郡消滅。

### 変遷表
| 明治22年7月1日  | 明治22年 - 大正15年    | 昭和1年 - 昭和20年                    | 昭和21年 - 昭和31年                 | 昭和32年 - 昭和63年         | 平成1年 - 現在               | 現在   |
| --------------- | ---------------------- | ------------------------------------- | ----------------------------------- | --------------------------- | ---------------------------- | ------ |
| 石和村          | 明治36年8月10日 町制   | 石和町                                | 昭和31年9月30日 石和町              | 石和町                      | 平成16年10月12日 笛吹市      | 笛吹市 |
| 英村            | 英村                   | 英村                                  | 昭和31年9月30日 石和町              | 石和町                      | 平成16年10月12日 笛吹市      | 笛吹市 |
| 東山梨郡 岡部村 | 東山梨郡 岡部村        | 東山梨郡 岡部村                       | 昭和31年9月30日 石和町              | 石和町                      | 平成16年10月12日 笛吹市      | 笛吹市 |
| 富士見村        | 富士見村               | 富士見村                              | 富士見村                            | 昭和34年4月1日 石和町に編入 | 平成16年10月12日 笛吹市      | 笛吹市 |
| 国立村          | 明治36年9月25日 一宮村 | 一宮村                                | 昭和29年12月10日 一宮町             | 一宮町                      | 平成16年10月12日 笛吹市      | 笛吹市 |
| 一桜村          | 明治36年9月25日 一宮村 | 一宮村                                | 昭和29年12月10日 一宮町             | 一宮町                      | 平成16年10月12日 笛吹市      | 笛吹市 |
| 清野村          | 明治36年9月25日 一宮村 | 一宮村                                | 昭和29年12月10日 一宮町             | 一宮町                      | 平成16年10月12日 笛吹市      | 笛吹市 |
| 相興村          | 相興村                 | 相興村                                | 昭和29年12月10日 一宮町             | 一宮町                      | 平成16年10月12日 笛吹市      | 笛吹市 |
| 御代咲村        | 御代咲村               | 昭和17年7月1日 浅間村                 | 昭和29年12月10日 一宮町             | 一宮町                      | 平成16年10月12日 笛吹市      | 笛吹市 |
| 石廩村          | 石廩村                 | 昭和17年7月1日 浅間村                 | 昭和29年12月10日 一宮町             | 一宮町                      | 平成16年10月12日 笛吹市      | 笛吹市 |
| 上黒駒村        | 明治25年4月1日 黒駒村  | 黒駒村                                | 昭和30年4月29日 御坂町              | 御坂町                      | 平成16年10月12日 笛吹市      | 笛吹市 |
| 下黒駒村        | 明治25年4月1日 黒駒村  | 黒駒村                                | 昭和30年4月29日 御坂町              | 御坂町                      | 平成16年10月12日 笛吹市      | 笛吹市 |
| 藤野木村        | 明治25年4月1日 黒駒村  | 黒駒村                                | 昭和30年4月29日 御坂町              | 御坂町                      | 平成16年10月12日 笛吹市      | 笛吹市 |
| 錦村            | 錦村                   | 昭和17年4月29日 錦生村                | 昭和30年4月29日 御坂町              | 御坂町                      | 平成16年10月12日 笛吹市      | 笛吹市 |
| 金生村          | 金生村                 | 昭和17年4月29日 錦生村                | 昭和30年4月29日 御坂町              | 御坂町                      | 平成16年10月12日 笛吹市      | 笛吹市 |
| 竹野原村        | 竹野原村               | 昭和6年9月1日 改称 花鳥村             | 花鳥村                              | 昭和33年8月1日 御坂町に編入 | 平成16年10月12日 笛吹市      | 笛吹市 |
| 竹野原村        | 竹野原村               | 昭和6年9月1日 改称 花鳥村             | 花鳥村                              | 昭和33年8月1日 八代町に編入 | 平成16年10月12日 笛吹市      | 笛吹市 |
| 南八代村        | 南八代村               | 昭和16年4月1日 八代村                 | 昭和30年4月29日 八代町              | 八代町                      | 平成16年10月12日 笛吹市      | 笛吹市 |
| 北八代村        | 北八代村               | 昭和16年4月1日 八代村                 | 昭和30年4月29日 八代町              | 八代町                      | 平成16年10月12日 笛吹市      | 笛吹市 |
| 高家村          | 高家村                 | 昭和16年4月1日 八代村                 | 昭和30年4月29日 八代町              | 八代町                      | 平成16年10月12日 笛吹市      | 笛吹市 |
| 岡村            | 岡村                   | 昭和16年4月1日 八代村                 | 昭和30年4月29日 八代町              | 八代町                      | 平成16年10月12日 笛吹市      | 笛吹市 |
| 増田村          | 増田村                 | 昭和16年4月1日 八代村                 | 昭和30年4月29日 八代町              | 八代町                      | 平成16年10月12日 笛吹市      | 笛吹市 |
| 永井村          | 永井村                 | 昭和17年4月1日 御所村                 | 昭和30年4月29日 八代町              | 八代町                      | 平成16年10月12日 笛吹市      | 笛吹市 |
| 米倉村          | 米倉村                 | 昭和17年4月1日 御所村                 | 昭和30年4月29日 八代町              | 八代町                      | 平成16年10月12日 笛吹市      | 笛吹市 |
| 五成村          | 明治36年9月25日 境川村 | 境川村                                | 境川村                              | 境川村                      | 平成16年10月12日 笛吹市      | 笛吹市 |
| 圭林村          | 明治36年9月25日 境川村 | 境川村                                | 境川村                              | 境川村                      | 平成16年10月12日 笛吹市      | 笛吹市 |
| 藤垈村          | 明治36年9月25日 境川村 | 境川村                                | 境川村                              | 境川村                      | 平成16年10月12日 笛吹市      | 笛吹市 |
| 寺尾村          | 明治36年9月25日 境川村 | 境川村                                | 境川村                              | 境川村                      | 平成16年10月12日 笛吹市      | 笛吹市 |
| 上芦川村        | 上芦川村               | 昭和16年8月1日 芦川村                 | 芦川村                              | 芦川村                      | 平成18年8月1日 笛吹市に編入  | 笛吹市 |
| 中芦川村        | 中芦川村               | 昭和16年8月1日 芦川村                 | 芦川村                              | 芦川村                      | 平成18年8月1日 笛吹市に編入  | 笛吹市 |
| 鶯宿村          | 鶯宿村                 | 昭和16年8月1日 芦川村                 | 芦川村                              | 芦川村                      | 平成18年8月1日 笛吹市に編入  | 笛吹市 |
| 上曾根村        | 上曾根村               | 昭和16年1月1日 柏村                   | 昭和30年3月31日 中道町              | 中道町                      | 平成18年3月1日 甲府市に編入  | 甲府市 |
| 下曾根村        | 下曾根村               | 昭和16年1月1日 柏村                   | 昭和30年3月31日 中道町              | 中道町                      | 平成18年3月1日 甲府市に編入  | 甲府市 |
| 白井河原村      | 白井河原村             | 昭和16年1月1日 柏村                   | 昭和30年3月31日 中道町              | 中道町                      | 平成18年3月1日 甲府市に編入  | 甲府市 |
| 右左口村        | 右左口村               | 右左口村                              | 昭和30年3月31日 中道町              | 中道町                      | 平成18年3月1日 甲府市に編入  | 甲府市 |
| 豊富村          | 豊富村                 | 豊富村                                | 豊富村                              | 豊富村                      | 平成18年2月20日 中央市の一部 | 中央市 |
| 日影村          | 日影村                 | 昭和16年2月11日 東山梨郡 大和村の一部 | 東山梨郡 大和村                     | 東山梨郡 大和村             | 平成17年11月1日 甲州市の一部 | 甲州市 |
| 田野村          | 田野村                 | 昭和16年2月11日 東山梨郡 大和村の一部 | 東山梨郡 大和村                     | 東山梨郡 大和村             | 平成17年11月1日 甲州市の一部 | 甲州市 |
| 木賊村          | 木賊村                 | 昭和16年2月11日 東山梨郡 大和村の一部 | 東山梨郡 大和村                     | 東山梨郡 大和村             | 平成17年11月1日 甲州市の一部 | 甲州市 |
| 祝村            | 祝村                   | 祝村                                  | 昭和29年4月5日 東山梨郡勝沼町の一部 | 東山梨郡 勝沼町             | 平成17年11月1日 甲州市の一部 | 甲州市 |

## 行政
歴代郡長
| 代 | 氏名 | 就任年月日                 | 退任年月日                | 備考                   |
| -- | ---- | -------------------------- | ------------------------- | ---------------------- |
| 1  |      | 明治11年（1878年）12月19日 |                           |                        |
|    |      |                            | 大正15年（1926年）6月30日 | 郡役所廃止により、廃官 |